# Прелазак Рубикона
Прелазак Рубикона био је догађај од 10. јануара 49. п. н. е. и представља почетак грађанског рата између Цезара и Помпеја. Ријека Рубикон служила је као граница између провинције Цисалпске Галије и области под непосредном контролом Рима и његових савезника на југу. Галија је била законска провинција Цезара, гдје је имао право да командује трупама, а увођење трупа на територију саме Италије, према римском праву, била је побуна. Цезаров прелазак Рубикона са трупама не само да је имао огроман историјски значај, којим је означен пад Римске републике, већ је оставио и велики траг у култури, с двије фразе повезане са догађајем: „пријећи Рубикон” (значи одлучујући чин, пролазак „тачке без повратка”) и „Коцка је бачена” (лат. Alea iacta est; значи „избор је направљен” или „ризиковати све за велики циљ”, а користи се и да се нагласи неповратност онога што се дешава).

## Ситуација на почетку 49. п. н. е.
До почетка 49. п. н. е. противрјечности између Цезара, с једне стране, и Помпеја и аристократске стране која је владала у Сенату, с друге стране, достигла је своју највишу тачку. Цезар, чији се мандат проконзула у Галији ближио крају, захтијевао је право да се кандидује на конзуларним изборима у одсуству, без да поднесе оставку на проконзуларну власти или распусти своје трупе (што је било незаконито, али се теоретски може дозволити као изузетак). Помпеј и Сенат су се категорички успротивили и захтијевали да Цезар безусловно распусти трупе (ако је сам Помпеј задржао проконзуларну власт у Хиспанији и, посљедично, војну команду и имунитет од кривичног гоњења). У исто вријеме, Цезарови непријатељи у Сенату, осјећајући да имају Помпејеву подршку, отворено су се спремали да га изведу пред суд за злостављања у Галији, чим се у Руму појави као приватно лице. Стога је Цезар категорички одбио да се придржава ових услова.
Према мишљењу Сергеја Утченка, Цезар није желио да одбаци могућност законите политичке борбе до самог краја, што објашњава његово оклијевање прије наређења да се пређе Рубикон. Цезар је имао све разлоге да вјерује да ће у овој борби побиједити и Помпеја и сенатску олигархију и успоставити се као фактички најутицајнија личност у Риму. Стога му се прилика да се кандидује на конзуларним изборима уз гаранције безбједности (тј. уз задржавање команде над трупама) чинила најпожељнијом варијантом и тражио је компромис, као што је истовремена оставка власти и распуштање трупа Помпејевих и његових. Ипак, управо због тога је Помпеј тражио рат, ослањајући се на подршку сенатског племства, које је дуго сањало о потпуном (барем политичком) уништењу Цезара. И тек када је Цезар видио да је сатјеран у ћошак и да нема другог излаза осим рата (не рачунајући као „излаз” капитулацију пред Помпејем и Сенатом, суђење, изгнанство или потпуну политичку смрт) — издао је наређење да се пређе Рубикон и са својом уобичајеном енергијом почео је да води грађански рат.

## Прелазак Рубикона
Сенат је 7. јануара 49. п. н. е. усвојио „ванредног сенатског консулта” (дао је конзулима ванредна овлашћења, што је отприлике аналогно ванредном стању) и наредио регрутацију трупа, а народни трибуни Антоније и Курио, који су били лојални Цезару, били су принуђени да побјегну из Рима. Цезар је ово схватио као знак за одлучну акцију. Војник 13. легије (једине која је била с њим у Цисалпској Галији) пребацио је 10. јануара преко Рубикона и заузео најближи град, Ариминум (око 17 км јужно од ушћа Рубикона), што је означило почетак грађанског рата. Према Апијану, одабраном одреду дато је непосредно наређење да заузме Ариминум: „центурионе са малим одредном најхрабријих војника, обучених у цивилну одјећу, послао је напред да уђу у Ариминум и изненада заузму град”. Сам Цезар о овим догађајима говори кратко и језгровито, не помињући чин преласка Рубикона: „Пошто се упознао са расположењем војника, Цар се 13. легијом пребацио у Ариминум и тамо се састао са народним трибунима који су побјегли к њему”. Светоније у „О животу дванаест царева” описује ту епизоду: дан раније, потајно преселивши своје кохорте на Рубикон, Цезар се у исто вријеме, да би изазвао сумњу, стално показивао у јавности у Равени, гдје је тада био: присуствовао је свечаностима, расправљао о плану за изградњу гладијаторске школе, увече је приредио велику вечеру, а на заласку Сунца је оставио госте и тихо се у једноставној кочији одвезао са својим војницима:
Престигао је кохорте на ријеци Рубикон, граници своје провинције. Овдје је застао, и, размишљајући на који корак се усуђује, рекао, окренувши се својим сапутницима: „Још није касно да се вратите, али када једном пријеђете овај мост, све ће одлучити оружје.”

Још је оклијевао, када му се одједном указала таква визија. Одједном се у близини појави непознат човјек невјероватне висине и љепоте: сједио је и свирао флауту. Не само пастири, већ и многи ратници трчали су са својих положаја на ове звуке, укључујући и трубаче. А онда је овај човјек изненада од једног од отргнуо трубу, бацио се у ријеку и, давши заглушујући борбени знак, отпливао на супротну обалу. „Напријед, викну тада Цезар, напријед, гдје нас зову знамења богова и неправда наших непријатеља! Коцка је бачена.”

Прича је фантастичног карактера, али Цезаров претходни дан Светоније описује до најситнијих детаља, што сам очевидац може да зна (све до назнаке да су мазге за Цезарова кола доведене „из сусједног млина”). Светоније се, по свему судећи, ослања на обавијештеног, али веома пристрасног цезаријанског историчара (очигледно Азинија Полиона, који је био у Цезаровој пратњи на Рубикону), који покушава да овај чин, сумњив са грађанске тачке гледишта, представи као испуњење воље божанстава. Плутарх много реалније описује овај тренутак:
Он је сам сјео у унајмљену кочију и отишао прво другим путем, а затим кренуо ка Ариминуму. Када се приближио ријеци званој Рубикон, која одваја Цисалпску Галију од саме Италије, обузела га је дубока замисао при помисли на предстојећи тренутак, и оклијевао је пред величином своје смјелости. Зауставши кочију, поново је дуго ћутке разматрао свој план са свим гледишта, доносећи једну одлуку за другом. Затим је своје сумње изнио својим пријатељима који су били присутни, међу којима и Азиније Полио; схватио је каква би катастрофа за све људе представљао прелазак ове ријеке и како ће потомство оцијенити овај корак. Најзад, како да је одбацио мисли и смјело јурио ка будућности, изговорио је ријечи уобичајене за људе који улазе у храбар подухват, чији је исход упитан: „Коцка нека буде бачена” и крену ка прелазу.

Алијан даје сличну слику:
Увече је Цезар, под изговором лошег здравља, напустио гозбу, оставивши пријатеље на вечери. Ушавши у своју кочију, одјахао је у Ариминум, док су га коњаници на извјесној удаљености пратили. Дошавши брзо до ријеке Рубикон, која служи као граница Италије, Цезар се заустави, гледајући њен ток, и поче да размишља, одмјеравајући мислима сваку од несрећа која ће се десити у будућности ако ову ријеку пређе са оружаним снагама. Најзад, одлучивши се, Цезар рече присутнима: „Ако се уздржимо од овог преласка, пријатељи моји, то ће за мене бити почетак невоља; ако пријеђем — за све људе”. Рекавши то, он, као надахнут одозго, дода чувену изреку: „Коцка нека буде бачена”.

## Израз „Коцка је бачена”
Популарни израз „Коцка је бачена!” (лат. Alea jacta est!) ушао је у културу из Светонијеве приче, који је описује као изговорену на латинском у тренутку духовног уздизања и готово божанског надахнућа. Према Плутарху, речено је „Коцка нека буде бачена” (грч. ἀνερρίφθω κύβος), а он то карактерише као актуелни израз. Вјерује се да је Цезар употрijебио цитат из Менандрове комедије „Свирачица на фрули”. У сачуваном фрагменту комедије, један лик одвраћа другог од брака, на шта добија одговор: „Ствар је ријешена, коцка нека буде бачена!” (грч. δεδογμένον τὸ πρᾶγμ'· ἀνερρίφθω κύβος). Међутим, очигледно се већ код Менандра овај израз користио као уобичајена изрека.